# Al Naser Wings Airlines
Al Naser Wings Airlines (vormals Al-Naser Airlines) (arabisch الناصر للطيران, DMG an-Nāṣir li-ṭ-Ṭayarān) war eine irakische Fluggesellschaft mit Sitz in Bagdad und Basis auf dem Flughafen Bagdad.

## Geschichte
Al-Naser Airlines startete ihren Flugbetrieb im Jahr 2005 und führte damals ausschließlich Flüge für die Streitkräfte der Vereinigten Staaten durch. Im Jahr 2009 nahm man den zivilen Flugbetrieb mit einer Verbindung von Bagdad nach Kuwait auf.
Die Fluglinie wurde 2017 in Al Naser Wings Airlines umbenannt.

## Flugziele
Neben Inlandsflügen flog die Gesellschaft international von Bagdad aus bis zu dreimal wöchentlich nach Istanbul und von Nadschaf zweimal wöchentlich nach Beirut.
Am 16. April 2019, stellte die Gesellschaft die Flugtätigkeit ein.

## Handel mit gebrauchten Flugzeugen
Zwischen 2014 und 2015 kaufte Al-Naser Airlines insgesamt sieben ehemalige Airbus A340 der Virgin Atlantic und einen Airbus 321 und gab sie anschließend umgehend an Mahan Air aus dem Iran weiter. Zum Zeitpunkt des Transfers stand der Iran auf der Sanktionsliste westlicher Staaten, sodass es iranischen Unternehmen nicht möglich war, Flugzeuge westlicher Produktion direkt vom Hersteller zu beziehen.

## Flotte
Mit Stand Juni 2019 besaß Al-Naser Airlines keine eigenen Flugzeuge mehr.

### Ehemalige Flugzeugtypen
- Airbus A321-200
- Airbus A340-300/600
- Boeing 737-200/300/400